# Mala Krupska Rujiška
Mala Krupska Rujiška är ett samhälle i Bosnien och Hercegovina.   Det ligger i entiteten Republika Srpska, i den nordvästra delen av landet, 200 km nordväst om huvudstaden Sarajevo. Mala Krupska Rujiška ligger 299 meter över havet och antalet invånare är 404.
Terrängen runt Mala Krupska Rujiška är kuperad söderut, men norrut är den platt.Närmaste större samhälle är Otoka, 12,9 km väster om Mala Krupska Rujiška. 
Omgivningarna runt Mala Krupska Rujiška är en mosaik av jordbruksmark och naturlig växtlighet. Runt Mala Krupska Rujiška är det ganska tätbefolkat, med 75 invånare per kvadratkilometer.